# Жуган, Николай Павлович
Никола́й Па́влович Жуган (23 февраля 1917 — 22 июня 2017) — советский военачальник, генерал-майор авиации, участник Великой Отечественной войны, Герой Советского Союза (1944).

## Биография
Николай Жуган родился 23 февраля 1917 года в селе Николаевка 1-я Ананьевского уезда Херсонской губернии (ныне — Ширяевский район Одесской области Украины).
Окончил семь классов школы, затем лётно-планерную школу в Харькове. В 1938 году Жуган был призван на службу в Рабоче-крестьянскую Красную армию. В том же году он окончил Одесскую военную авиационную школу лётчиков. С первых дней Великой Отечественной войны — на её фронтах.
К апрелю 1944 года гвардии капитан Николай Жуган командовал звеном 10-го гвардейского авиаполка 3-й гвардейской авиадивизии 3-го гвардейского авиакорпуса АДД СССР. К тому времени он совершил 242 боевых вылета на разведку и бомбардировку важных объектов противника в его глубоком тылу.
Указом Президиума Верховного Совета СССР от 19 августа 1944 года за «образцовое выполнение боевых заданий командования на фронте борьбы с немецкими захватчиками и проявленные при этом мужество и героизм» гвардии капитан Николай Жуган был удостоен высокого звания Героя Советского Союза с вручением ордена Ленина и медали «Золотая Звезда» за номером 4362.
После войны до ноября 1948 года продолжал службу в дальней авиации командиром авиационной эскадрильи бомбардировочного авиаполка. В 1949 году окончил Высшую офицерскую лётно-тактическую школу командиров частей дальней авиации. В 1949 году назначен заместителем командира 184-го гвардейского бомбардировочного авиационного полка (Прилуки), в 1952 году — командиром 238-го гвардейского бомбардировочного авиационного полка (Житомир). С 1955 года исполнял обязанности заместителя командира 15-й гвардейской тяжёлой бомбардировочной авиационной дивизии (Житомир), а с апреля 1956 года назначен командиром 53-й тяжёлой бомбардировочной авиационной дивизии (аэродром Белая, Усольский район Иркутской области).
В декабре 1958 года полковник Жуган окончил Высшие академические курсы при Военной академии Генерального штаба. В январе 1959 года назначен командиром 45-й тяжёлой бомбардировочной авиационной дивизии (Барановичи Брестской области, Белоруссия). В 1960 году в звании генерал-майора авиации Жуган был уволен в запас.
После увольнения жил в Краснодаре, занимался общественной деятельностью, был членом краевого Совета ветеранов, заместителем председателя краевого военно-научного общества, а также долгие годы командовал на Кубани военно-патриотической игрой «Орлёнок».
9 сентября 1993 года ему было присвоено звание «Почётный гражданин Краснодара».
23 февраля 2017 года, в День защитника Отечества, отметил свой 100-й день рождения, в связи с чем был поздравлен Президентом России Владимиром Путиным.
22 июня 2017 года, в день начала Великой Отечественной войны, скончался на 101-м году жизни в Краснодаре. Свои соболезнования выразил губернатор Краснодарского края Вениамин Кондратьев. Прощание прошло 26 июня в присутствии губернатора и нескольких тысяч краснодарцев. Похороны состоялись в тот же день на Славянском кладбище.
В декабре 2020 года в Краснодаре на улице Красной, на доме где жил Николай Жуган открыли памятную доску. Имя Николая Жугана носит гимназия №23 города Краснодара.

## Награды и звания

### Советские
- Звание «Герой Советского Союза» с вручением медали «Золотая Звезда» и ордена Ленина (19 августа 1944)[13].
- Орден Ленина (18.09.1943)[14].
- Орден Ленина (1957)[2].
- Орден Красного Знамени (31 декабря 1942)[2].
- Орден Красного Знамени (1955)[2].
- Орден Александра Невского (18 июля 1945)[15].
- Орден Отечественной войны I степени (6 апреля 1985)[16].
- Орден Красной Звезды (1954)[2].
- Медали «За боевые заслуги» (24 июня 1948), «За трудовую доблесть» (н/д)[2], «За оборону Ленинграда» (22 августа 1944)[17], «За оборону Сталинграда» (10 июля 1943)[18], «За победу над Германией в Великой Отечественной войне 1941—1945 гг.» (7 ноября 1945)[19], и многие другие[2].
- Звание «Военный лётчик 1-го класса» (1954)[2].

### Российские

#### Государственные
- Орден Александра Невского (18 мая 2017) — «за достигнутые трудовые успехи, активную общественную деятельность и многолетнюю добросовестную работу»[20]. Вручён губернатором Краснодарского края Вениамином Кондратьевым родственникам Жугана на церемонии прощания с ним 26 июня 2017 года[21].
- Медаль «За возвращение Крыма» (23 февраля 2015) — «за боевые заслуги». Вручена главнокомандующим Военно-воздушными силами России Виктором Бондаревым в тот же день на церемонии в Краснодарском высшем военном авиационном училище лётчиков[22][23][24][25]

#### Региональные
- Звание «Почётный гражданин Краснодара» (9 сентября 1993) — «в знак глубокого признания выдающихся заслуг перед родиной, постоянную работу по героико-патриотическому воспитанию молодежи Кубани»[3].

#### Общественные
- Медаль «130-лет со дня рождения Иосифа Виссарионовича Сталина» (23 февраля 2015, КПРФ)[26]